# Delphine Software
Delhpine Software International – francuskie studio produkujące gry komputerowe, istniejące w latach 1988–2004 w Paryżu. Założycielami Delphine Software byli Paul de Senneville i Paul Cuisset – ten ostatni zajmował się projektowaniem większości gier studia.
Studio z Cuissetem jako projektantem wyprodukowało zróżnicowane gatunkowo gry, takie jak Future Wars (1989), Cruise for a Corpse (1991), Flashback (1992), Fade to Black (1995) i Moto Racer (1997). Okresowo z Delphine Software współpracował także Éric Chahi, twórca oprawy graficznej do Future Wars oraz projektant Another World (1991).
Spółka upadła w lipcu 2004 roku w związku z problemami finansowymi. Cuisset po jej bankructwie założył w 2005 roku własne studio pod nazwą VictorCell.